# Mosquée Al Dissi
La mosquée Al Dissi (en arabe : مسجد الديسي) est une mosquée située à l'intérieur des murs de la vieille ville de Jérusalem à la limite entre le quartier arménien et le quartier juif.
En 2018, le roi du Maroc Mohammed VI, a financé la rénovation de la mosquée. Le journal israélien Yedioth Ahronoth déclare que la communauté juive locale et le Waqf « sont parvenus à un accord » selon lequel aucun muezzin ne lancerait l'appel à la prière depuis le minaret. Le Cheikh Mazen Ahram, un imam de Jérusalem, dit que les haut-parleurs de la mosquée ont été confisqués par les autorités israéliennes en 1993, qui ont par la suite empêché toute appel depuis le minaret. Il affirme également que le terrain en face de la mosquée, propriété du Waqf islamique, a été confisqué par Israël et transformé en parking, et qu'en raison de son emplacement près du quartier juif, les usagers de la mosquée ont fait l'objet d'insultes racistes et de harcèlement.

## Historique

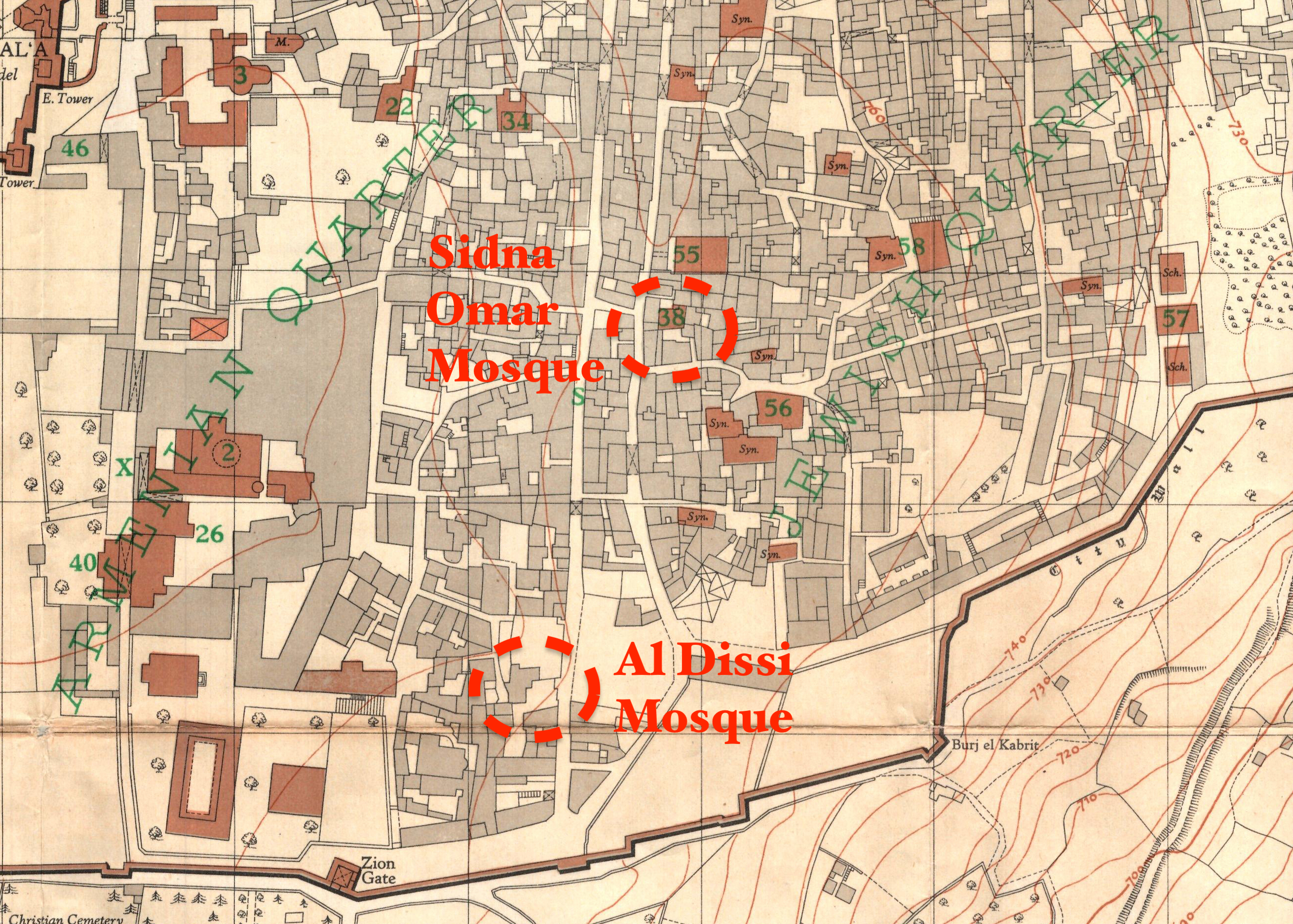
Emplacement de la mosquée, entre les quartiers arménien et juif, sur une carte du de 1936.

La mosquée remonte à l'ère ayyoubide, sous Malik al-Mu'azzam Musa et a ensuite été restaurée à l'époque mamelouke. En 1487, elle a été dotée par Al-Kameli ibn Abu-Sharif, et est mentionnée la sous le nom « mosquée al-Omar ». Elle a ensuite été nommée « mosquée Al Dissi » d'après un membre de la famille hiérosolymitaine Al Dissi.
Les travaux de démolition de 1967-1976 menés par la « Société de développement du quartier juif » à côté du site ont endommagé la structure de la mosquée, qui a ensuite été rénovée par le Waqf.

## Description
La mosquée a un minaret d'environ 15 mètres de haut et a une superficie de 60 mètres carrés. La zone de prière de la mosquée est située le long d'un petit couloir derrière la porte basse en acier de l'entrée principale.